# The Dead Weather
The Dead Weather es un supergrupo estadounidense de Blues rock formado en Nashville, Tennessee, en 2009. Compuesto por la vocalista Alison Mosshart (The Kills), el guitarrista Dean Fertita (Queens of the Stone Age), el bajista Jack Lawrence (The Raconteurs y The Greenhornes) y el guitarrista y vocalista Jack White (The White Stripes y The Raconteurs). La banda publicó su álbum debut el 13 de julio de 2009 en Europa y el 14 de julio en América, y lleva por título Horehound. Su primer sencillo, "Hang You from the Heavens", fue presentado el 11 de marzo de 2009 en la inauguración de las nuevas oficinas de Third Man Records (discográfica fundada por Jack White). Lanzó su segundo trabajo discográfico el 11 de mayo de 2010 conocido con el nombre de Sea of Cowards.
Este álbum fue colocado en el puesto 11 de los 30 mejores álbumes del 2010 de la revista Rolling Stone.

## Miembros
- Alison Mosshart (The Kills) – voz, guitarra, percusión.
- Dean Fertita (Queens of the Stone Age) – guitarra, órgano, piano, coros.
- Jack Lawrence (The Raconteurs y The Greenhornes) – bajo, guitarra, batería, coros.
- Jack White (The White Stripes y The Raconteurs) – batería, voz, guitarra.

## Discografía

### Álbumes de estudio
| Año  | Detalles                                                                               | Posiciones | Posiciones | Posiciones | Posiciones | Posiciones | Posiciones | Posiciones | Posiciones | Posiciones | Posiciones |
| Año  | Detalles                                                                               | US         | CAN        | AUS        | NZ         | NOR        | AUT        | SWI        | FRA        | NL         | UK         |
| ---- | -------------------------------------------------------------------------------------- | ---------- | ---------- | ---------- | ---------- | ---------- | ---------- | ---------- | ---------- | ---------- | ---------- |
| 2009 | Horehound - Realizado: 14 de julio de 2009 - Discográfica: Third Man Records           | 6          | 7          | 48         | 24         | 26         | 43         | 14         | 19         | 63         | 14         |
| 2010 | Sea of Cowards - Realizado: 11 de mayo de 2010 - Discográfica: Third Man Records       | 5          | 6          | 28         | 13         | 11         | 24         | 19         | 30         | 76         | 32         |
| 2015 | Dodge and Burn - Realizado: 25 de septiembre de 2015 - Discográfica: Third Man Records | -          | -          | -          | -          | -          | -          | -          | -          | -          | -          |

### Álbumes en vivo
- Live at Third Man Records West (EP) (2009).

### Sencillos
| Año                                                   | Sencillos                   | Posiciones | Posiciones | Posiciones | Álbum          |
| Año                                                   | Sencillos                   | US         | US Mod     | UK         | Álbum          |
| ----------------------------------------------------- | --------------------------- | ---------- | ---------- | ---------- | -------------- |
| 2009                                                  | "Hang You from the Heavens" | 8          | 2          | —          | Horehound      |
| 2009                                                  | "Treat Me Like Your Mother" | —          | 40         | 168        | Horehound      |
| 2009                                                  | "I Cut Like a Buffalo"      | —          | —          | —          | Horehound      |
| 2010                                                  | "Die by the Drop"           | —          | 20         | 154        | Sea of Cowards |
| 2010                                                  | "Blue Blood Blues"          | —          | —          | —          | Sea of Cowards |
| " — " indica que el sencillo no apareció en la lista. |                             |            |            |            |                |

### Videos musicales
| Año  | Canción                       | Director                        |
| ---- | ----------------------------- | ------------------------------- |
| 2009 | "Hang You from the Heavens"   | David Swanson                   |
| 2009 | "Treat Me Like Your Mother"   | Jonathan Glazer                 |
| 2009 | "I Cut Like a Buffalo"        | Jack White                      |
| 2009 | "Will There Be Enough Water?" | David Swanson                   |
| 2010 | "Die by the Drop"             | Floria Sigismondi               |
| 2010 | "Blue Blood Blues"            | Christopher Mills & Tim Wheeler |